# Тупрали
Тупрали́ (рос. Тупралы, башк. Төпрәле) — присілок у складі Аскінського району Башкортостану, Росія. Входить до складу Мутабашівської сільської ради.
Населення — 41 особа (2010; 65 у 2002).
Національний склад:
- башкири — 95 %